# Truite meunière
Pour les articles homonymes, voir Truite et Meunier.
Une truite meunière ou truite à la meunière ou truite façon meunière est une recette de cuisine traditionnelle de la cuisine française, à base de truite cuisinée au beurre meunière, déclinable en de nombreuses variantes de poissons à la meunière.

## Description
La cuisine au beurre est caractéristique de la cuisine « à la française » qui s'établit en France à partir du Grand Siècle du règne du roi Louis XIV (1661-1715)[réf. souhaitée].
« À la meunière » (à la façon de l'épouse du meunier) fait référence à une truite entière ou en filets, passée dans la farine, puis poêlée environ 10 min à feu moyen au beurre meunière (à base de beurre noisette et jus de citron), jusqu'à ce que la peau devienne dorée et croustillante. La truite est servie avec sa sauce au beurre, saupoudrée de persil haché, de jus de citron, et éventuellement d'amandes grillées, et généralement accompagnée de pommes de terre cuites à l'eau ou de petits légumes. 